# Bahnhof Chemnitz-Kappel
Der Bahnhof Chemnitz-Kappel war eine Betriebsstelle der Bahnstrecke Dresden–Werdau im gleichnamigen Stadtteil Kappel der sächsischen Stadt Chemnitz. Der Bahnhof diente stets nur dem Güterverkehr, Anlagen des Reiseverkehrs existierten nicht.

## Lage
Der Bahnhof befand sich etwa zwei Kilometer südwestlich des Stadtzentrums und vier Streckenkilometer entfernt vom Hauptbahnhof. Der westliche Bahnhofskopf lag im Stadtteil Kappel, der östliche sowie der nördlich der Streckengleise gelegene Umschlagbahnhof im Stadtteil Kapellenberg.

## Geschichte
Der Bahnhof wurde am 1. Juni 1880 als Chemnitz Kohlenbahnhof eröffnet. Am 1. August 1882 wurde er in Kappel i. Sachsen, am 1. Mai 1904 in Chemnitz-Kappel (Güterbf) und am 1. Juli 1911 schließlich in Chemnitz-Kappel umbezeichnet. Mit der Umbenennung von Chemnitz in Karl-Marx-Stadt erfolgte am 10. Mai 1953 die Namensänderung in Karl-Marx-Stadt-Kappel. Im Jahr 1968 wurde der Bahnhof nördlich der bisherigen Anlagen um einen Umschlagbahnhof für den Containertransport erweitert.
Am 30. Mai 1990 erfolgte die Rückbenennung in Chemnitz-Kappel. 1998 wurde der Containerumschlag eingestellt und am 8. Januar 2000 der Bahnhof aufgelassen. Stellwerk B2 diente noch bis zur Inbetriebnahme des elektronischen Stellwerks am 29. Oktober 2011 weiter als Blockstelle Chemnitz-Kappel.
Unter Nutzung der Bezeichnung Chemnitz-Kappel und der Abkürzung DCK wurde im November 2019 wieder eine Überleitstelle während des eingleisigen Bauzustandes im Rahmen der Sanierung des „Chemnitzer Bahnbogen“ genannten Streckenabschnittes zwischen Chemnitz Hbf und Chemnitz-Siegmar eingerichtet.

## Anlagen
Zu den bei der Eröffnung des Bahnhofes Ende des 19. Jahrhunderts errichteten Hochbauten gehörten ein Dienstgebäude, zwei Stellwerke, ein Güterschuppen, ein Lokomotivschuppen, ein Kohlenschuppen und eine Wasserstation.
Die beiden zuletzt in Betrieb befindlichen Stellwerke W1 und B2 waren mechanische Stellwerke der Bauform Bruchsal J in sächsischer Ausführung; die anschließend noch betriebene Blockstelle erhielt ein Gleisbildpult der Bauform GS II DR. Das Gebäude von Stellwerk B2 ist seit der Außerbetriebnahme ungenutzt, aber erhalten geblieben.
Südlich der Streckengleise sowie am westlichen Bahnhofskopf befanden sich Anschlussgleise des VEB Fettchemie Chemnitz. Bis Anfang der 2000er Jahre dienten einige davon noch als Anschlussstelle Chemnitz-Kappel Solaris (Abkürzung: DCKS) der gleichnamigen Firma, die dort einen Triebzug der Reihe VT 18.16 abstellte und als Gaststätte nutzte. Kurz vor dem Rückbau der Anschlussweichen wurde der Triebzug 2007 in das Sächsische Eisenbahnmuseum Chemnitz-Hilbersdorf überführt und dort ausgestellt, zwischen dem 30. September und dem 1. Oktober 2024 auf Tiefladern jedoch wieder an seinen ursprünglichen Standort zurückgebracht. Er soll im Rahmen des Kulturhauptstadtjahres 2025 erneut als Gaststättenbetrieb hergerichtet werden.

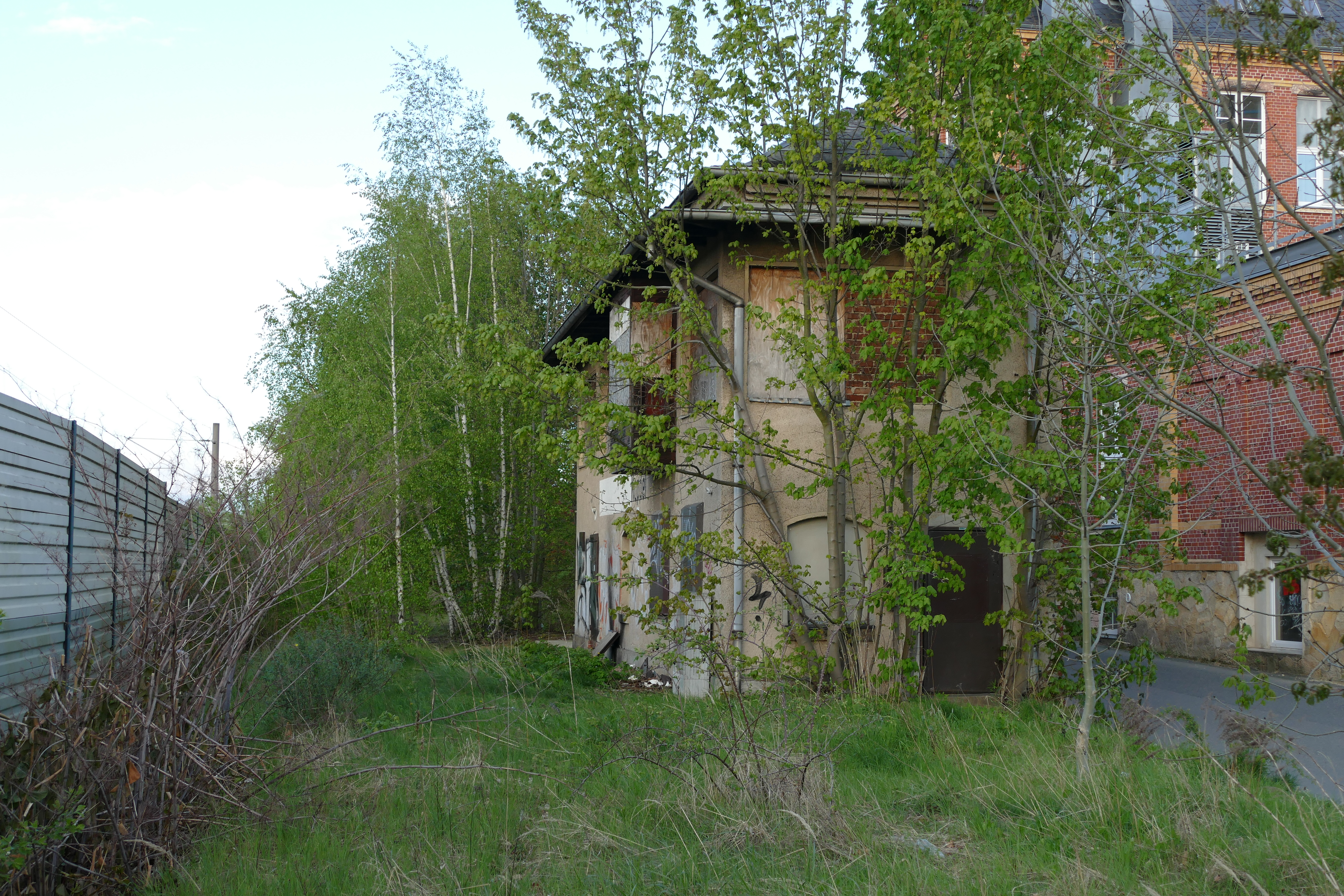
Ehemalige westliche Einfahrt mit Stellwerk B2 (2024)
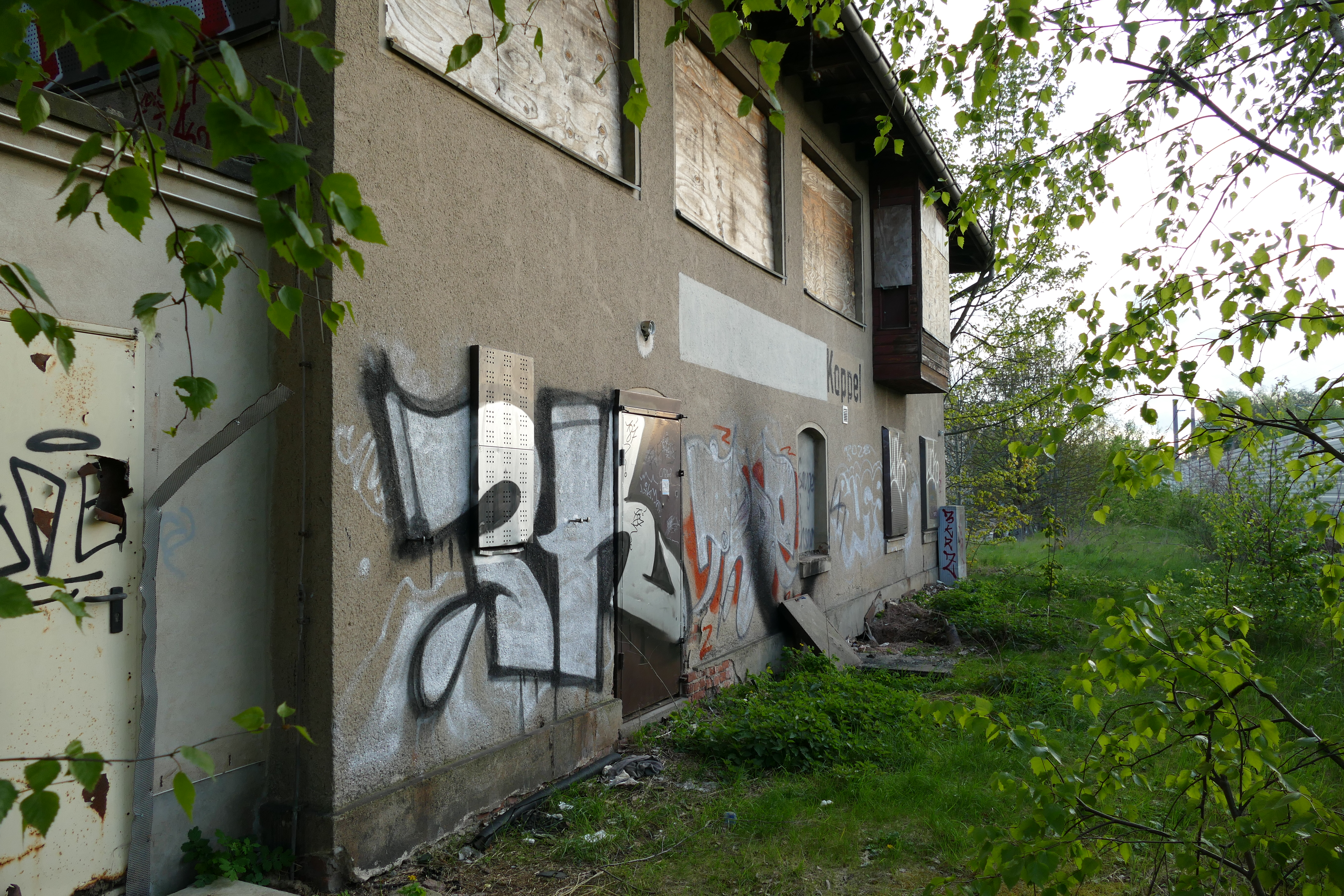
Stellwerk B2, 2000–2011 Bk Chemnitz-Kappel (2024)